# Erwin Fassbind
Erwin Fassbind (20 luglio 1957) è un bobbista svizzero.

## Biografia
Viene ricordato di una medaglia d'oro nella sua disciplina, vittoria ottenuta ai campionati mondiali del 1986 (edizione tenutasi a Königssee, Germania) insieme ai connazionali Erich Schärer, Kurt Meier e André Kiser. Nell'edizione l'argento andò all'Austria il bronzo all'altra svizzera. Vinse anche un'altra medaglia d'oro nel 1987.